# La Science et l'Hypothèse
La Science et l'Hypothèse est un ouvrage destiné au grand public dans lequel le mathématicien Henri Poincaré fait le point sur ce qu'il faut attendre ou non des sciences concernant les quatre sujets suivants :
- les mathématiques ;
- les caractéristiques de l'espace (y compris en géométrie non euclidienne) ;
- les connaissances physiques (mécanique classique, relativité des mouvements, énergie, thermodynamique) ;
- la nature (hypothèses en physique, rôle des probabilités, optique, électricité et électrodynamique, fin de l'idée classique de matière) ;

et des relations qui existent entre les unes et les autres.
Cet ouvrage, publié en 1902 chez Flammarion dans la collection "Bibliothèque de philosophie scientifique",
visait à donner au grand public l'importance des modèles dans la science.
Déclarant qu'il n'y avait pas de temps absolu, parce que parler d'une heure ici ou d'une heure là c'est comparer les mesures d'appareils différents, il est plausible que cet ouvrage ait inspiré Einstein pour sa réflexion qui conduisit à l'article fondateur de la théorie de la relativité restreinte publié en 1905. Néanmoins, Einstein alla au delà de Poincaré, en supprimant toute référence à un temps absolu, au contraire de Poincaré qui juxtaposait temps absolu et temps apparent.

## Citations
Voici quelques citations, extraites de ce texte, avec l'indication de page de la réédition de 2004 :
- Les mathématiciens n’étudient pas des objets, mais des relations entre les objets ; il leur est donc indifférent de remplacer ces objets par d’autres, pourvu que les relations ne changent pas.  La matière ne leur importe pas, la forme seule les intéresse. (p. 49) ;
- Il n'y a pas d'espace absolu et nous ne concevons que des mouvements relatifs ; cependant on énonce le plus souvent les faits mécaniques comme s'il y avait un espace absolu auquel on pourrait les rapporter. (p. 111) ;
- Il n'y a pas de temps absolu ; dire que deux durées sont égales, c'est une assertion qui n'a par elle-même aucun sens et qui n'en peut acquérir un que par convention. (p. 111) ;
- Nous sommes acculés à la définition suivante, qui n'est qu'un aveu d'impuissance : les masses sont des coefficients qu'il est commode d'introduire dans les calculs. (p. 123) ;
- Ces deux propositions, « la Terre tourne » et « il est plus commode de supposer que la Terre tourne », ont un seul et même sens ; et il n'y a rien de plus dans l'une que dans l'autre. (p. 133).